# Soko SP RR
Le SOKO SP RR (également connu sous le nom de réponse rapide automotrice SOKO) est un obusier automoteur monté sur camion développé par le fabricant d'armes serbe Yugoimport. Il est basé sur l'intégration d'un obusier D-30 J de 122 mm avec un châssis de camion à six roues motrices. Il a une portée de tir de 21 km avec les munitions adaptées, et une cadence de tir de 6 coups par minute,. Il peut transporter jusqu'à 51 obus dont de obus HE/BB (assisté par fusée), un système de rechargement semi automatique est installé ainsi qu'un fusil-mitrailleur de calibre 7,62 mm sur le toit de la cabine. La mise en position de tir se fait en 60 s et il peut changer de position en 30 s, lors de la mise à feu deux vérins hydrauliques sont déployés sur le côté du véhicule pour plus de stabilité. La cabine est légèrement blindée pour correspondre au standard OTAN STANAG 4569 niveau I. L'équipement standard de l'obusier SOKO SP RR comprend un système de contrôle de tir avec ordinateur balistique, un système de gonflage central des pneus et un treuil hydraulique de 10 t.
Le SOKO a été dévoilé lors du salon SOFEX 2010 en Jordanie.